# Noir D****
Albums de Youssoupha
Sur les chemins du retour
(2009) NGRTD
(2015)
Singles
Noir D**** (ou parfois Noir Désir) est le troisième album studio du rappeur Youssoupha, il est sorti le 23 janvier 2012.

## Historique de l'album
Noir Désir. est l’album ayant fait le plus de ventes dans la carrière de Youssoupha.

## Liste des titres
| 1.       | L'Amour                                  | E.Bintz                 |                                  | 04:06 |
| 2.       | Viens                                    | E.Bintz                 |                                  | 04:01 |
| 3.       | J'ai changé                              | Polo                    |                                  | 04:14 |
| 4.       | Menace de mort                           | Soulchildren            | Sniper, Monsieur R & Ekoué       | 04:00 |
| 5.       | Histoires vraies                         | Corneille et Skalpovich | Corneille                        | 04:38 |
| 6.       | Irréversible                             | Soulchildren            |                                  | 04:03 |
| 7.       | Les Disques de mon père                  | Tabu Ley Rochereau      | Tabu Ley Rochereau               | 04:56 |
| 8.       | L'enfer c'est les autres                 | Dj Duke                 |                                  | 05:35 |
| 9.       | B.A.O.                                   | Ganes                   | Taïpan                           | 04:29 |
| 10.      | Gestelude, Pt. 1                         | Kilogramme              | Sam's                            | 04:40 |
| 11.      | Noir désir                               | E.Bintz                 | Staff Benda Bilili               | 03:32 |
| 12.      | Tout l'amour du monde                    | Nino                    |                                  | 04:16 |
| 13.      | Dreamin'                                 | Skalpovich              | Indila                           | 05:04 |
| 14.      | Gestelude, Pt. 2                         | Richie Beats            | S-Pi                             | 02:56 |
| 15.      | La vie est belle                         | Kilomaître              | La Fille Du Voisin et Kery James | 05:31 |
| 16.      | Espérance de vie                         | Pegguy Tabu             |                                  | 05:25 |
| 17.      | 4h37 (Outro)                             | Cehashi                 |                                  | 05:35 |
| 18.      | Poids plume Remix (Bonus Itunes Version) | Soulchildren            | Lino, Shurik'n et REDK           | 04:47 |
| 19.      | On se connaît (Bonus Version Deluxe)     | Skalpovich              | Ayna                             | 04:34 |
| 01:21:14 |                                          |                         |                                  |       |

## Certifications
| Pays          | Certifications | Ventes certifiées |
| ------------- | -------------- | ----------------- |
| France (SNEP) | Platine        | 100 000           |